# Peter Maffay
Peter Maffay, pseudonimo di Peter Alexander Makkay (Brașov, 30 agosto 1949), è un cantante, compositore e attore rumeno naturalizzato tedesco.
Maffay detiene a tutt'oggi il record tedesco per il maggior numero di successi nelle classifiche singoli e album (12). Inoltre, la maggior parte dei suoi album in studio ha raggiunto la top ten. Nel complesso, Maffay ha venduto nel mondo quasi 50 milioni di dischi.

## Biografia

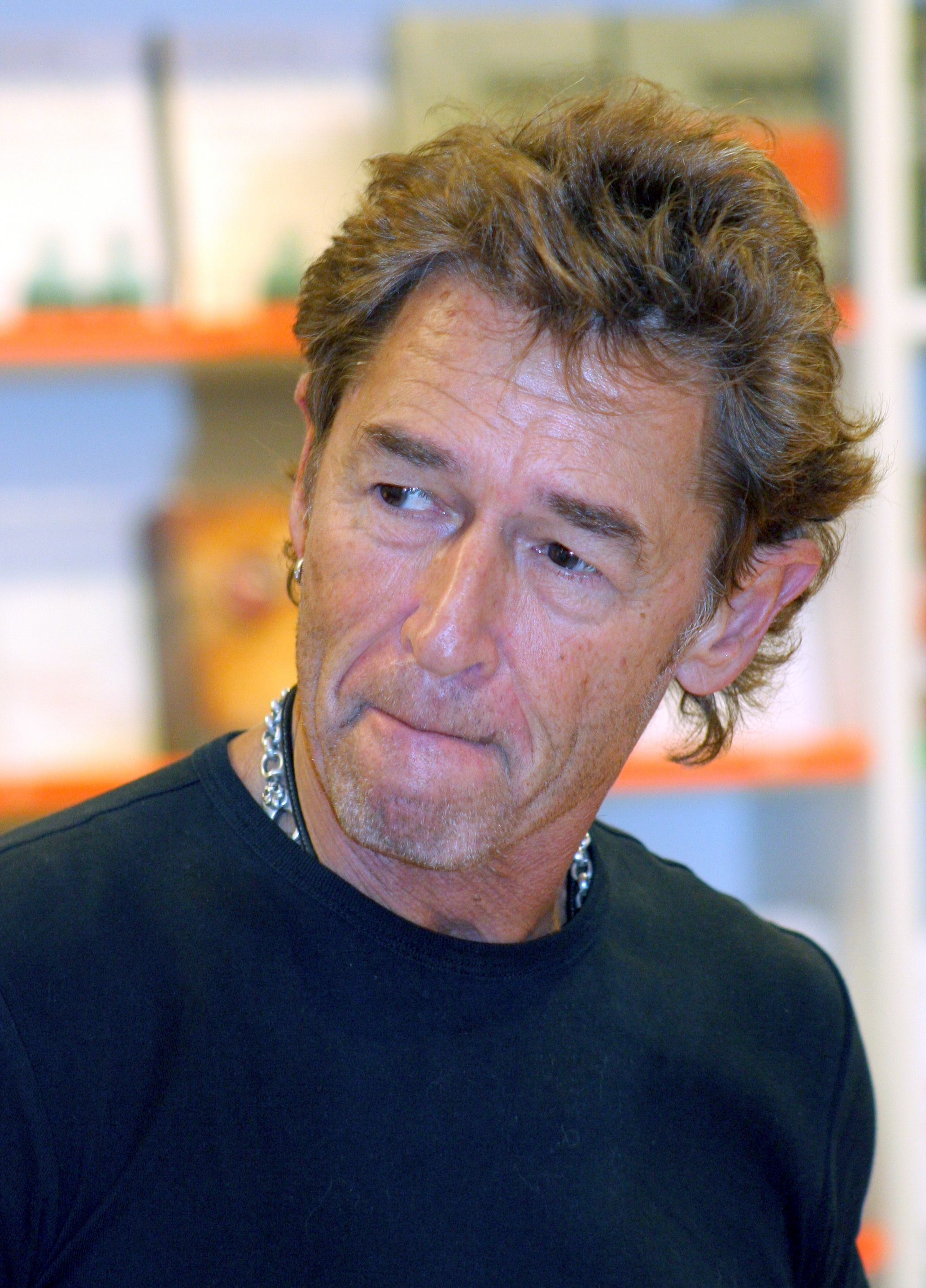
Peter Maffay nel 2009

Peter Maffay nasce nel 1949 a Brașov (Kronstadt) in Transilvania come figlio unico di Wilhelm Makkay (1926–2021) e della moglie Augustine Feltes (1928–1991). Il padre fu tedesco d'Ungheria, la madre sassone di Transilvania. Nell'agosto del 1963 la famiglia si trasferisce a Waldkraiburg di Mühldorf am Inn in Baviera. A sette anni inizia lo studio di violino, e continuerà fino a 14 anni d'età. Studia poi Realschule al Ruperti-Gymnasium Mühldorf am Inn.
Nel 1964 forma la sua prima band, The Beat Boys poi noti come The Dukes. Dopo aver completato la sua formazione e aver lavorato per Chemigraphics, ha iniziato a esibirsi nei locali.
La carriera musicale di Peter Maffay, caratterizzata dalla costante oscillazione tra pop e rock, è iniziata con la pubblicazione del singolo Du. È stato il più grande successo tedesco nel 1970 e portò alla fama immediata il cantante.
Nel 1972 Maffay è rimasto gravemente ferito in un incidente con la sua Harley Davidson; alla convalescenza ha fatto seguito un periodo di grande fervore creativo, culminato con Josie, singolo del 1975, uno dei suoi maggiori successi, pubblicato in seguito anche nella versione in inglese.
L'album Steppenwolf, da lui pubblicato nel 1979, lo ha consacrato una vera e propria star musicale in Germania (oltre un milione e mezzo di copie vendute). Nel 1980 con l'album Revanche ha infranto il suo precedente record, vendendo 2,1 milioni di copie. 
Maffay ha anche creato una serie di favole musicali aventi per protagonista un draghetto verde di nome Tabaluga, al quale ha dedicato alcuni album, di cui uno live. Successivamente ne ha ricavato un musical intitolato Tabaluga & Lilli, e ancora DVD e trasmissioni TV in diretta. Tra i tanti artisti che nel corso degli anni hanno preso parte al musical ci sono Nino De Angelo, Anne Haigis, Ross Antony, Rufus Beck, oltre allo stesso Maffay.
Nel 1998 Maffay ha inciso un album in collaborazione con artisti provenienti da ogni angolo del mondo, tra cui anche un aborigeno dell'Australia. Va poi ricordata la sua stretta collaborazione con Julia Neigel, che oltre ad averlo accompagnato in diversi tour ha scritto per lui due singoli - Freiheit Die Ich Meine e Siehst Du die Sonne, la cover di una canzone di Michel Polnareff - che hanno scalato le classifiche.
Ha recitato in alcuni film, due dei quali diretti dal regista austriaco Peter Patzak: Der Joker e Gefangen im Jemen (in entrambi come protagonista).
Pacifista convinto, Peter Maffay ha espresso questa posizione anche nelle sue canzoni. Si è impegnato in diverse campagne volte a contrastare il problema della sete nel mondo. Inoltre ha aperto un ranch a Maiorca, che egli mette a disposizione per bambini traumatizzati. Per il suo impegno sociale ha ricevuto il Bundesverdienstkreuz nel 1996, e, nel 2001, un premio denominato "Goldene Henne" ("La gallina d'oro"). Altre sue iniziative sono state intraprese con il tenore italiano Andrea Bocelli.

## Vita privata
Peter Maffay, che da anni vive dividendosi tra Maiorca e Tutzing, è stato sposato quattro volte e ha tre figli: Nina (da lui adottata quando era piccolissima), Yaris (l'unico maschio) e Anouk, l'ultimogenita, generata nel 2019 con l'attuale compagna.

## Discografia

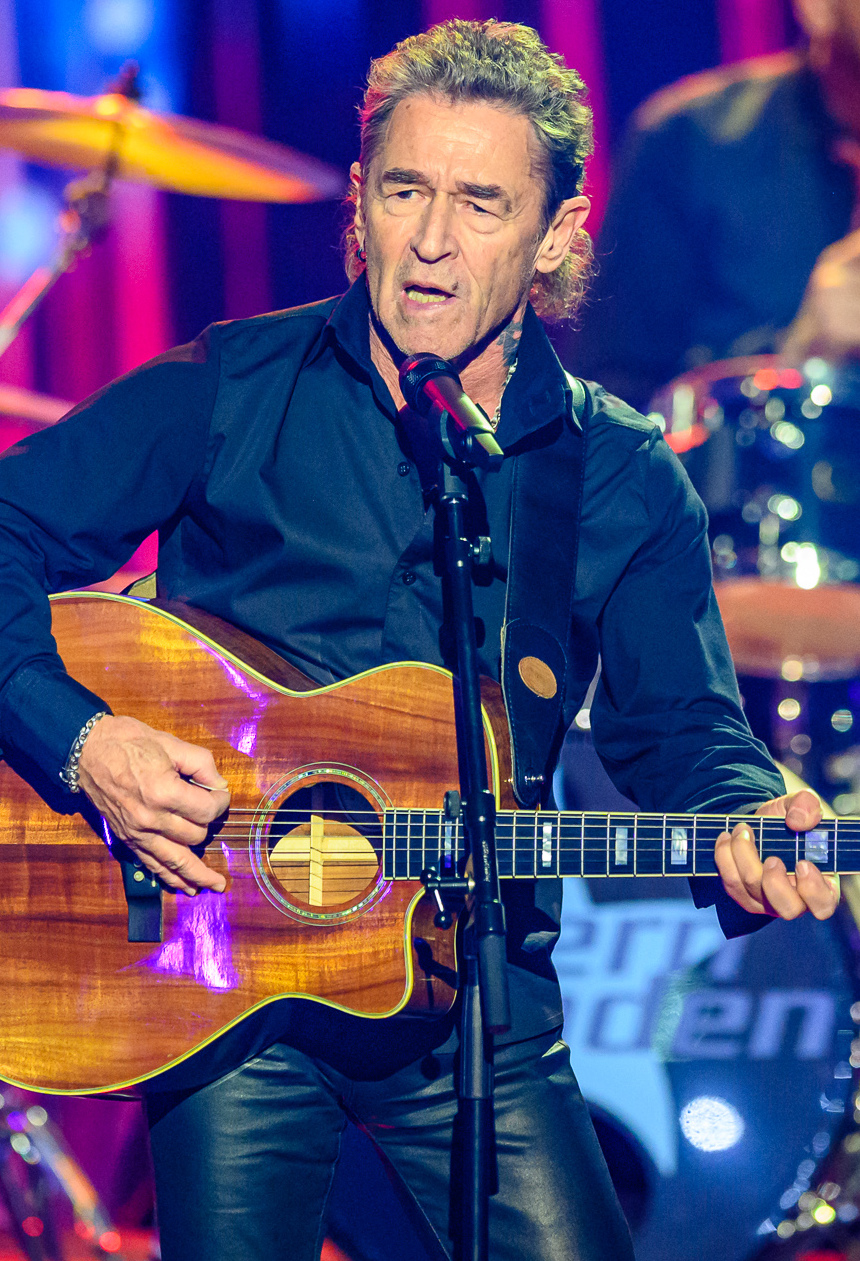
Peter Maffay nel 2019

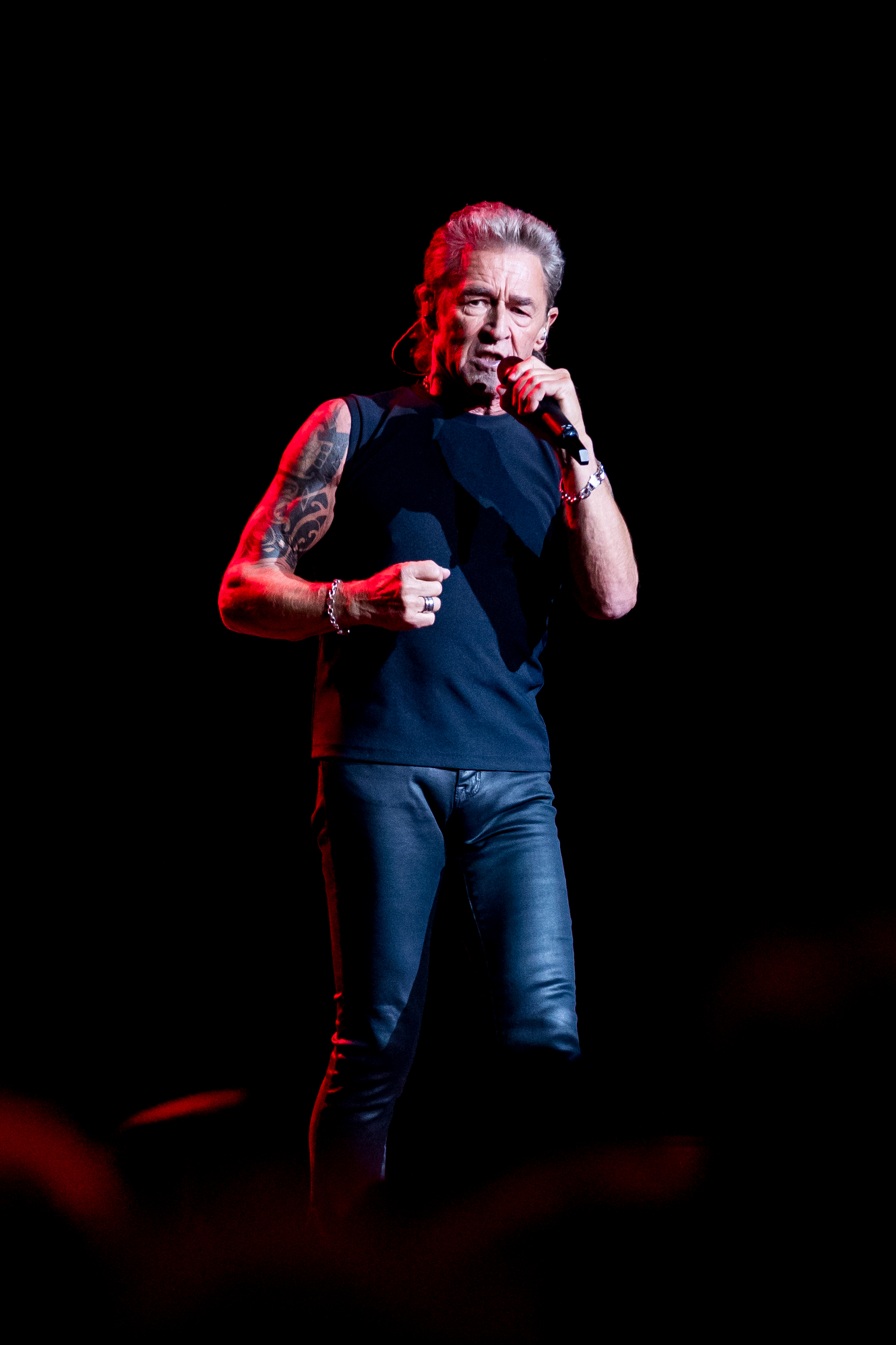
Peter Maffay nel 2022

### Album in studio
- 1970 Für das Mädchen, das ich liebe
- 1971 Du bist wie ein Lied
- 1972 Omen
- 1973 It's You I Want to Live With
- 1974 Samstagabend in unserer Straße
- 1975 Meine Freiheit
- 1975 Josie (englisch)
- 1976 Und es war Sommer
- 1977 Tame & Maffay
- 1977 Dein Gesicht
- 1979 Steppenwolf
- 1979 Tame & Maffay 2
- 1980 Revanche
- 1982 Ich will Leben
- 1983 Tabaluga oder die Reise zur Vernunft
- 1984 Carambolage
- 1985 Sonne in der Nacht
- 1986 Tabaluga und das leuchtende Schweigen
- 1988 Lange Schatten
- 1989 Kein Weg zu Weit
- 1991 38317
- 1992 Freunde und Propheten
- 1993 Tabaluga und Lilli
- 1996 Sechsundneunzig
- 1998 Begegnungen
- 2000 X
- 2001 Heute vor dreißig Jahren
- 2002 Tabaluga und das verschenkte Glück
- 2005  Laut und Leise
- 2006 Begegnungen 2 – Eine Allianz für Kinder
- 2007  Frohe Weihnachten mit Tabaluga
- 2008  Ewig
- 2010  Tattoos
- 2014  Wenn Das So Ist
- 2015: Tabaluga - Es lebe die Freundschaft! (CD) (Tabaluga - Long live the Friendship!)
- 2017: Erinnerungen – Die stärksten Balladen (CD) (Memories - The Strongest Ballads)
- 2017: MTV Unplugged (CD)

### Album live
- 1978 Live
- 1982 Live '82
- 1984 Deutschland '84
- 1987 Live '87
- 1988 Lange Schatten Tour '88
- 1990 Leipzig
- 1991 38317 – Das Clubconcert
- 1994 Tabaluga und Lilli Live
- 1996 Sechsundneunzig – Das Clubconcert
- 1997 96 Live
- 1999 Begegnungen Live
- 2001 Heute vor dreißig Jahren – Live
- 2004 Tabaluga und das verschenkte Glück – Live
- 2006 Laut und leise Live

## Filmografia parziale
- Der Joker, regia di Peter Patzak (1987)
- Gefangen im Jemen, regia di Peter Patzak (1989)
- Abenteuerreisen Island – documentario della ZDF (1989)
- Abenteuerreisen Israel – documentario della ZDF (1989)
- Der Eisbär, regia di Til Schweiger (1998)

## Onorificenze
- 1985: Deutscher Musikpreis